# Diabrotica mauliki
Diabrotica mauliki is een keversoort uit de familie bladkevers (Chrysomelidae). De wetenschappelijke naam van de soort werd in 1947 gepubliceerd door Barber.